# Alkaios

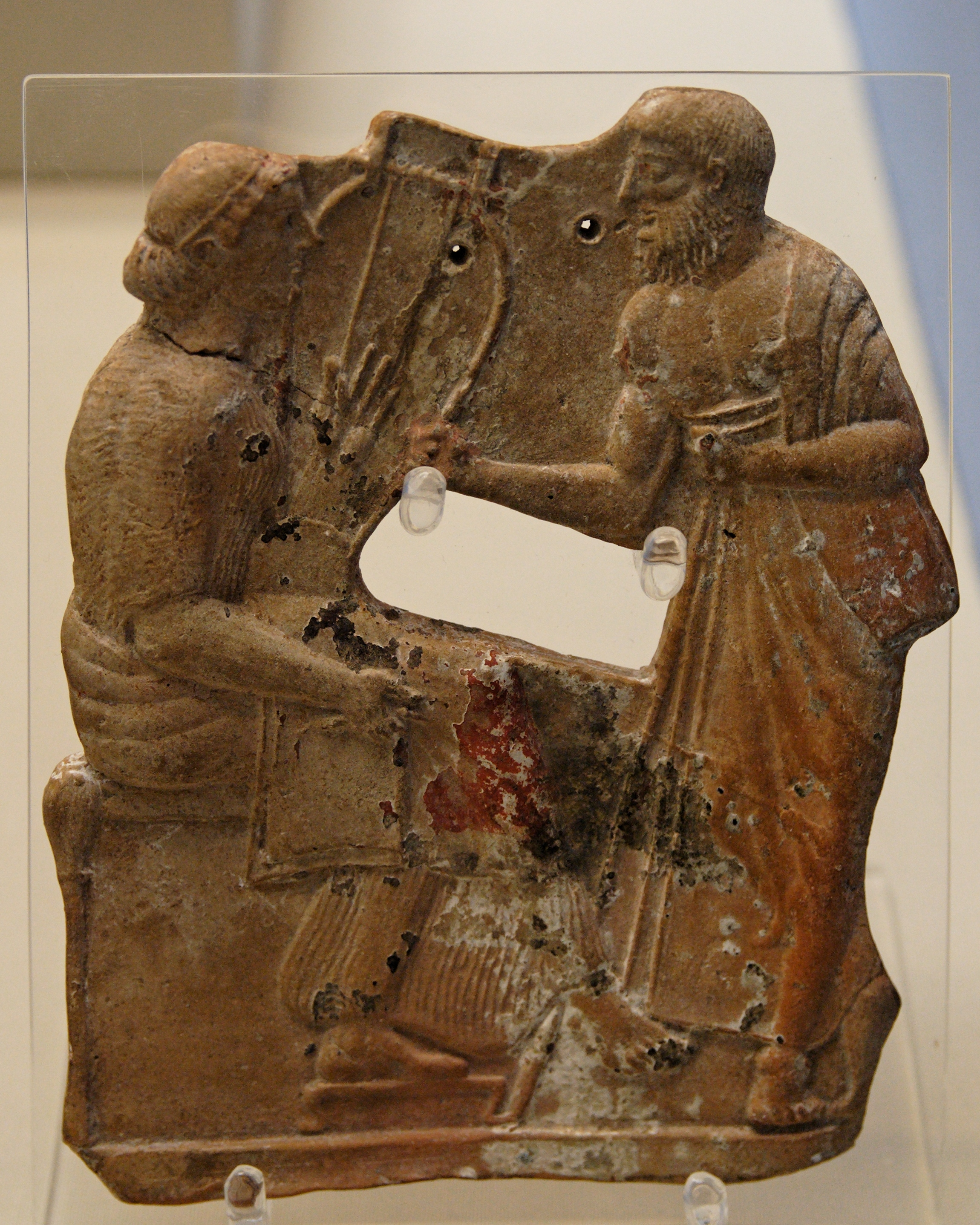
Een man en een vrouw, die mogelijk Sappho en Alkaios voorstellen, op een terracotta plakkaat, ca. 460 v.Chr.

Alkaios (Oudgrieks: Ἀλκαῖος) of Alcaeus (6e eeuw v.Chr.) was een Griekse lyrische dichter uit de archaïsche periode. Hij was een vertegenwoordiger van de monodische lyriek.
Alkaios werd rond 600 v.Chr. geboren in Mytilene op Lesbos. Tijdens zijn jeugdjaren was zijn familie politiek geëngageerd in zijn vaderstad: zij behoorden tot de oppositie tegen de regerende tirannen. Dat heeft hem uiteindelijk in ballingschap gedreven: wij weten dat hij veel gereisd heeft en onder andere in Egypte en Palestina is geweest.
Alkaios' literaire werken zijn meestal slechts fragmentarisch bewaard: politiek geïnspireerde strijdliederen, drink- en tafelliederen, minnezangen, etc.
Alkaios schrijft in het Eolische kunstdialect. Zijn woordenschat is nog doorspekt met homerische vormen.
- Bibsys: 90193838
- Biblioteca Nacional de España: XX995176
- Bibliothèque nationale de France: cb121387870 (data)
- Catàleg d'autoritats de noms i títols de Catalunya: 981058523770006706
- CiNii: DA00907587
- Gemeinsame Normdatei: 118501720
- International Standard Name Identifier: 0000 0003 7467 7439
- Library of Congress Control Number: n81024909
- MusicBrainz: e48e97fc-97ba-4e89-af15-0b0783022a0d
- Nationale Bibliotheek van Tsjechië: jn19981000081
- Nationale bibliotheek van Australië: 35990578
- Nationale Bibliotheek van Israël: 987007273037705171
- Nationale Bibliotheek van Polen: a0000001182827
- Nationale en Universitaire bibliotheek Zagreb: 000141705
- Nederlandse Thesaurus van Auteursnamen: 069035121
- Réseau des bibliothèques de Suisse occidentale: 02-A000005365
- Istituto Centrale per il Catalogo Unico: CFIV024042
- LIBRIS: 175080
- Système universitaire de documentation: 02984701X
- Trove: 1175794
- Virtual International Authority File: 228050642
- WorldCat: E39PCjCrTmQ76qKYG79BWtWyQy